# Парламентские выборы в ГДР (1967)
Парламентские выборы в ГДР (1967) — пятые выборы в Народную палату ГДР, состоявшиеся 2 июля 1967 года. Все 500 избранных депутатов были кандидатами из списка Национального фронта ГДР. Распределение мест в Народной палате осталось неизменным по сравнению с предыдущими выборами 1963 года.

## Результаты выборов
Явка избирателей согласно официальным данным составила 99,82 %. Из 11 341 729 избирателей, обладающих правом голоса, в выборах приняло участие 11 208 016 человек. Список, предложенный Национальным фронтом, одобрило 99,93 % избирателей (11 197 265 голосов), против проголосовало 0,07 % избирателей (8005 голосов). Число недействительных бюллетеней составило 2746.
|                                     | Национальный фронт                  |                                              | Социалистическая единая партия Германии | 11 197 265 | 99,93  | 127 | ▬ |
|                                     | Национальный фронт                  | Объединение свободных немецких профсоюзов    | 68                                      | 11 197 265 | 99,93  | ▬   |   |
|                                     | Национальный фронт                  | Христианско-демократический союз             | 52                                      | 11 197 265 | 99,93  | ▬   |   |
|                                     | Национальный фронт                  | Либерально-демократическая партия Германии   | 52                                      | 11 197 265 | 99,93  | ▬   |   |
|                                     | Национальный фронт                  | Национально-демократическая партия Германии  | 52                                      | 11 197 265 | 99,93  | ▬   |   |
|                                     | Национальный фронт                  | Демократическая крестьянская партия Германии | 52                                      | 11 197 265 | 99,93  | ▬   |   |
|                                     | Национальный фронт                  | Союз свободной немецкой молодёжи             | 40                                      | 11 197 265 | 99,93  | ▬   |   |
|                                     | Национальный фронт                  | Демократический женский союз Германии        | 35                                      | 11 197 265 | 99,93  | ▬   |   |
|                                     | Национальный фронт                  | Культурный союз                              | 22                                      | 11 197 265 | 99,93  | ▬   |   |
| Против всех                         | Против всех                         | Против всех                                  | Против всех                             | 8005       | 0,07   |     |   |
| Всего                               | Всего                               | Всего                                        | Всего                                   | 11 205 270 | 100,00 | 500 |   |
|                                     |                                     |                                              |                                         |            |        |     |   |
| Действительных бюллетеней           | Действительных бюллетеней           | Действительных бюллетеней                    | Действительных бюллетеней               | 11 205 270 | 99,98  |     |   |
| Недействительных бюллетеней         | Недействительных бюллетеней         | Недействительных бюллетеней                  | Недействительных бюллетеней             | 2746       | 0,02   |     |   |
| Всего бюллетеней                    | Всего бюллетеней                    | Всего бюллетеней                             | Всего бюллетеней                        | 11 208 016 | 100,00 |     |   |
| Зарегистрированных избирателей/Явка | Зарегистрированных избирателей/Явка | Зарегистрированных избирателей/Явка          | Зарегистрированных избирателей/Явка     | 11 341 729 | 99,82  |     |   |